# Tour de Romandía 1961
La 15.ª edición del Tour de Romandía se disputó del 11 de mayo al 14 de mayo de 1961 con un recorrido de 771 km dividido en 6 etapas, con inicio en Ginebra, y final en Lausana.
El vencedor fue el francés Louis Rostollan, cubriendo la prueba a una velocidad media de 37,3 km/h.

## Etapas[1]
| Etapa | Recorrido                  | Km  | Ganador           |
| 1.ªa  | Ginebra-Saxon              | 139 | Alfred Rüegg      |
| 1.ªb  | Saxon-Vermala              | 42  | Edouard Delberghe |
| 2.ªa  | Montana-Bulle              | 147 | Edouard Delberghe |
| 2.ªb  | Bulle-Friburgo             | 27  | Jacques Anquetil  |
| 3.ª   | Friburgo-La Chaux-de-Fonds | 206 | Louis Rostollan   |
| 4.ª   | La Chaux-de-Fonds-Lausana  | 210 | Erwin Lutz        |

## Clasificaciones
Así quedaron los diez primeros de la clasificación general de la segunda edición del Tour de Romandía
| \| 1. \| Louis Rostollan \| Francia \| 20h 41'56" \| \| \| 2. \| Giuseppe Fezzardi \| Italia \| + 1'31" \| \| \| 3. \| Imerio Massignan \| Italia \| + 2'28" \| \| \| 4. \| Charly Gaul \| Luxemburgo \| + 3'12" \| \| \| 5. \| Wilfried Thaler \| Austria \| + 5'12" \| \| \| 6. \| Alfred Rüegg \| Suiza \| + 6'17" \| \| \| 7. \| Hans Junkermann \| Alemania \| + 6'29" \| \| \| 8. \| Stéphane Lach \| Francia \| + 8'26" \| \| \| 9. \| Graziano Battistini \| Italia \| + 9'26" \| \| \| 10. \| Jacques Anquetil \| Francia \| + 9'42" \| \| |                     |            |            |  |
| 1. | Louis Rostollan     | Francia    | 20h 41'56" |  |
| 2. | Giuseppe Fezzardi   | Italia     | + 1'31"    |  |
| 3. | Imerio Massignan    | Italia     | + 2'28"    |  |
| 4. | Charly Gaul         | Luxemburgo | + 3'12"    |  |
| 5. | Wilfried Thaler     | Austria    | + 5'12"    |  |
| 6. | Alfred Rüegg        | Suiza      | + 6'17"    |  |
| 7. | Hans Junkermann     | Alemania   | + 6'29"    |  |
| 8. | Stéphane Lach       | Francia    | + 8'26"    |  |
| 9. | Graziano Battistini | Italia     | + 9'26"    |  |
| 10. | Jacques Anquetil    | Francia    | + 9'42"    |  |